# Donald Griffin
Donald Redfield Griffin, född den 3 augusti 1915, död den 7 november 2003, var en amerikansk professor i zoologi som på olika universitet forskade på djurs beteende , navigation, akustisk orientering och känslighet, biofysik. 1938 började han studera fladdermöss navigationmetod, som han kallade ekolokalisering 1944.
I sin bok The Question of Animal Awareness från 1976 hävdar han att djur har medvetande, en fråga som vid den tiden var mycket känslig att diskutera inom vetenskapen. Boken blev banbrytande och lade grunden för forskningsfältet kognitiv etologi.